# Naked Thoughts
Naked Thoughts è il primo album in studio del cantante italiano Yuman, pubblicato il  27 settembre 2019.

## Tracce
1. Twelve – 3:43
2. Somebody To Love – 2:33
3. Oh My! – 2:58
4. I Will – 3:52
5. The Rain – 4:00
6. Run – 4:01
7. Water – 3:09
8. About You – 3:32
9. Love Ain't Relaxing – 3:02